# Pfarrkirche Dornbirn-Rohrbach

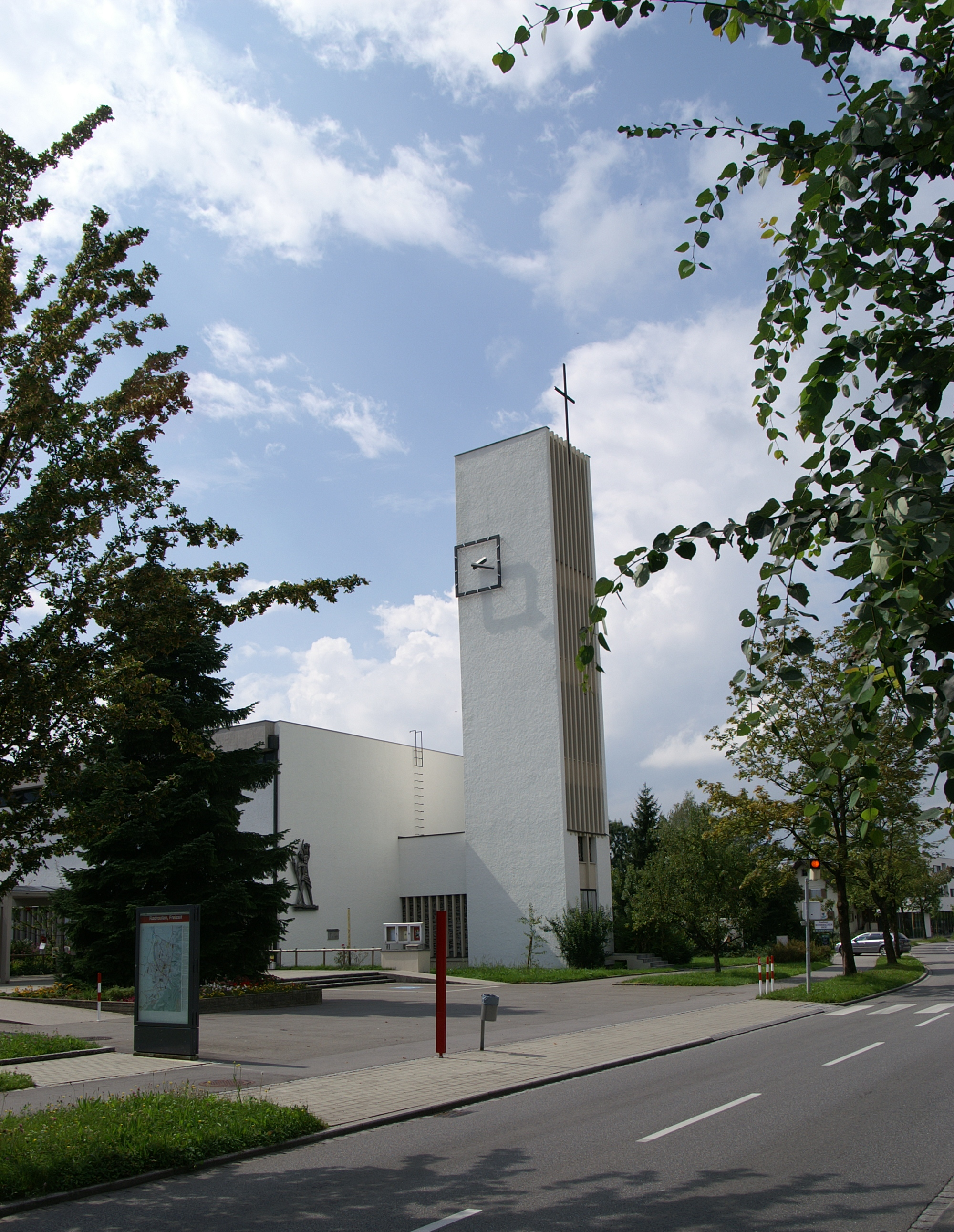
Kath. Pfarrkirche St. Christoph in Rohrbach

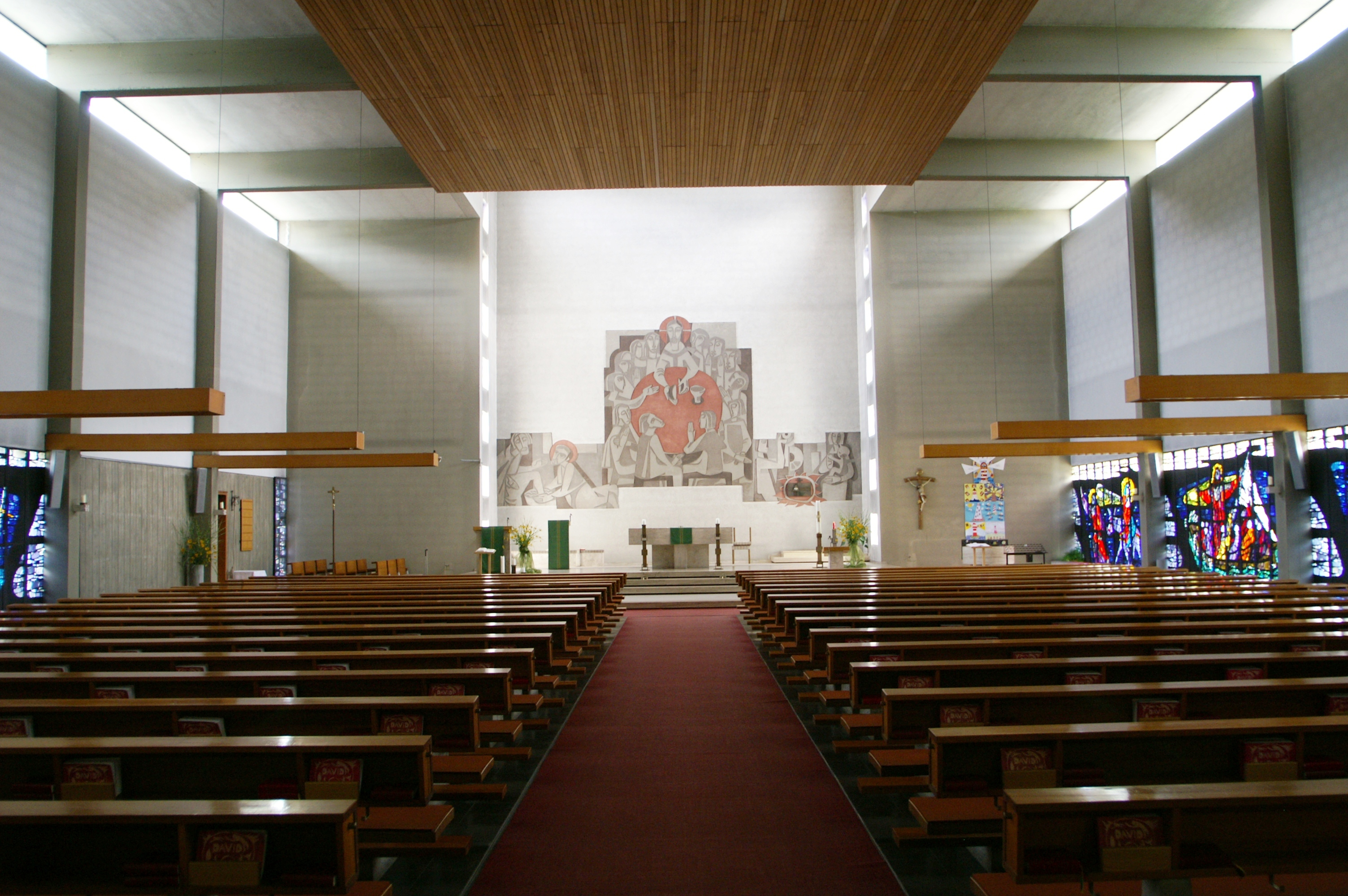
Innenansicht

Die römisch-katholische Pfarrkirche Dornbirn-Rohrbach steht im Dornbirner Stadtbezirk Rohrbach im Bezirk Dornbirn in Vorarlberg. Sie ist dem heiligen Christophorus geweiht und gehört zum Dekanat Dornbirn in der Diözese Feldkirch. Das Bauwerk steht unter Denkmalschutz.

## Geschichte
Die Kirche wurde in den Jahren 1963 und 1964 nach Plänen von Norbert Kopf und Norbert Klotz errichtet. Die Pfarre wurde 1964 von der Stadtpfarre St. Martin abgetrennt.

## Kirchenbau
Kirchenäußeres
Das Kirchengebäude ist ein Saalbau mit Flachdach. Der Chor ist eingezogen und gerade abgeschlossen. Im Norden ist ein Turm vorgebaut. Die frühere Tauf- und jetzige Marienkapelle bildet die Verbindung zwischen dem Kirchenraum und dem Turm.
Kircheninneres
Das Gotteshaus ist im Inneren ein Saalbau mit flacher Holzdecke, die auf starken Wandlisenen lagert. Der Chor ist eingezogen und rechteckig. An der Nordseite ist
eine gerade Empore. Die Betonglasfenster stammen von Albert Birkle. Auf der linken Seite ist „Elija im Feuerwagen bei der Himmelfahrt“ und „Tobias mit Erzengel Raphael“ dargestellt. Auf der rechten Seite ist die „Flucht nach Ägypten“ und „Paulus und seine Gefährten im Seesturm“ sowie die „Taufe des Kämmerers von Äthiopien durch den Diakon Philippus“ dargestellt. In der ehemaligen Taufkapelle sind am Fenster Fische als Symbol Christi dargestellt und im Obergeschoß, einem Rechteckraum mit Flachdecke, ist ein Heiliggeistfenster.

## Ausstattung
An der Altarwand ist ein Sgraffito, das die Fußwaschung und das letzte Abendmahl darstellt. Es ist mit „Hofer73“ bezeichnet. Das Altarkreuz, der Tabernakel und die Leuchter wurden nach Plänen von Emil Gehrer von E. Lutz ausgeführt. An der Altarwand der Marienkapelle ist eine Figur der heiligen Maria mit Kind. Seitlich sind Reliefszenen aus dem Leben Mariens.